# Tom Nijssen
Tom Nijssen (* 1. Oktober 1964 in Maastricht) ist ein ehemaliger niederländischer Tennisspieler, der insbesondere im Doppel und im Mixed erfolgreich war.

## Leben
Nijssen wurde 1984 Tennisprofi und erreichte im darauf folgenden Jahr das Viertelfinale des Challenger-Turniers von Agadir. 1986 stand er an der Seite von Johan Vekemans im Finale des ATP-Turniers von Hilversum. Seinen ersten Doppeltitel errang er 1987 in Tokio. Bis 1990 spielte er mit wechselnden Partnern, anschließend spielte er mehrere Jahre erfolgreich mit Cyril Suk. Zusammen gewannen sie sieben Doppeltitel, darunter drei Turniere der ATP Championship Series. Weitere sechs Mal standen sie in einem Finale, darunter das Masters-Turnier in Stockholm sowie die Paris Masters. Von 1991 bis 1994 schlossen beide das Jahr jeweils unter den Top 10 ab und qualifizierten sich dadurch für die ATP World Tour Finals. 1998 stand er in Auckland an der Seite von Jeff Tarango letztmals in einem Finale. Insgesamt gewann Nijssen im Laufe seiner Karriere 16 Doppeltitel, 14 weitere Male stand er in einem Doppelfinale. Seine höchste Notierung in der Tennis-Weltrangliste erreichte er 1989 mit Position 87 im Einzel sowie 1992 mit Position zehn im Doppel.
Sein bestes Einzelergebnis bei einem Grand-Slam-Turnier war das Erreichen der dritten Runde der Australian Open. Sein bestes Resultat in der Doppelkonkurrenz waren Viertelfinalteilnahmen bei den Australian Open, den French Open sowie in Wimbledon. Erfolgreicher war er im Mixed. An der Seite von Manon Bollegraf gewann er 1989 die French Open sowie 1991 die US Open. Zudem standen beide im Wimbledon-Finale 1993. Zusammen mit Helena Suková stand er im Finale der US Open 1992.
Nijssen spielte zwischen 1986 und 1990 14 Einzel- sowie drei Doppelpartien für die niederländische Davis-Cup-Mannschaft. Bei der 2:3-Niederlage gegen Deutschland in der ersten Runde der Weltgruppe 1990 konnte er sein Einzel gegen Michael Stich gewinnen, allerdings lagen die Niederlande nach dem Doppel bereits uneinholbar mit 0:3 zurück. Nijssen unterlag zuvor gegen Carl-Uwe Steeb sowie an der Seite von Michiel Schapers gegen Stich und Eric Jelen.

## Erfolge
| Legende                           |
| Grand Slam                        |
| Tennis Masters Cup                |
| ATP Masters Series                |
| ATP International Series Gold (3) |
| ATP International Series (8)      |
| ATP Challenger Series (5)         |

### Einzel

#### Turniersiege
| Nr. | Datum            | Turnier | Belag | Finalgegner   | Ergebnis |
| --- | ---------------- | ------- | ----- | ------------- | -------- |
| 1.  | 24. Oktober 1988 | Bergen  | Sand  | Grant Connell | 6:3, 6:1 |

### Doppel

#### Turniersieger

##### ATP Tour
| Nr. | Datum              | Turnier      | Belag     | Partner           | Finalgegner                    | Ergebnis      |
| --- | ------------------ | ------------ | --------- | ----------------- | ------------------------------ | ------------- |
| 1.  | 19. Oktober 1987   | Tokio        | Teppich   | Broderick Dyke    | Sammy Giammalva Jim Grabb      | 6:3, 6:2      |
| 2.  | 22. Februar 1988   | Metz         | Teppich   | Jaroslav Navrátil | Rill Baxter Nduka Odizor       | 6:2, 6:7, 7:6 |
| 3.  | 10. Oktober 1988   | Toulouse (1) | Hartplatz | Ricki Osterthun   | Mansour Bahrami Guy Forget     | 6:3, 6:4      |
| 4.  | 21. November 1988  | Brüssel      | Teppich   | Wally Masur       | John Fitzgerald Tomáš Šmíd     | 7:5, 7:6      |
| 5.  | 30. September 1991 | Toulouse (2) | Hartplatz | Cyril Suk         | Jeremy Bates Kevin Curren      | 4:6, 6:3, 7:6 |
| 6.  | 14. Oktober 1991   | Lyon         | Teppich   | Cyril Suk         | Steve DeVries David Macpherson | 7:6, 6:3      |
| 7.  | 17. Februar 1992   | Stuttgart    | Teppich   | Cyril Suk         | John Fitzgerald Anders Järryd  | 6:3, 6:7, 6:3 |
| 8.  | 28. September 1992 | Basel        | Hartplatz | Cyril Suk         | Karel Nováček David Rikl       | 6:3, 6:4      |
| 9.  | 19. Juli 1993      | Stuttgart    | Sand      | Cyril Suk         | Gary Muller Piet Norval        | 7:6, 6:3      |
| 10. | 3. Januar 1994     | Oʻahu        | Hartplatz | Cyril Suk         | Alex O’Brien Jonathan Stark    | 6:4, 6:4      |
| 11. | 7. Februar 1994    | Mailand      | Teppich   | Cyril Suk         | Hendrik Jan Davids Piet Norval | 4:6, 7:6, 7:6 |

##### Challenger Tour
| Nr. | Datum             | Turnier      | Belag     | Partner         | Finalgegner                         | Ergebnis      |
| --- | ----------------- | ------------ | --------- | --------------- | ----------------------------------- | ------------- |
| 1.  | 22. Juli 1985     | Istanbul     | Sand      | Leighton Alfred | Gustavo Luza Eduardo Masso          | 6:2, 6:3      |
| 2.  | 28. Oktober 1985  | Porto Alegre | Sand      | Johan Vekemans  | Claudio Mezzadri Ivo Werner         | 6:4, 2:6, 7:6 |
| 3.  | 25. November 1985 | Bahia        | Hartplatz | Josef Čihák     | Víctor Pecci Emilio Sánchez Vicario | 6:4, 6:3      |
| 4.  | 13. November 1989 | Valkenswaard | Teppich   | Udo Riglewski   | Karel Nováček Marián Vajda          | 4:6, 6:2, 6:1 |

#### Finalteilnahmen
| Nr. | Datum            | Turnier       | Belag       | Partner           | Finalgegner                     | Ergebnis      |
| --- | ---------------- | ------------- | ----------- | ----------------- | ------------------------------- | ------------- |
| 1.  | 28. Juli 1986    | Hilversum (1) | Sand        | Johan Vekemans    | Miloslav Mečíř Tomáš Šmíd       | 4:6, 2:6      |
| 2.  | 15. Juni 1987    | Athen         | Sand        | Jaroslav Navrátil | Tore Meinecke Ricki Osterthun   | 2:6, 6:3, 2:6 |
| 3.  | 27. Juli 1987    | Hilversum (2) | Teppich     | Johan Vekemans    | Wojciech Fibak Miloslav Mečíř   | 6:7, 7:5, 2:6 |
| 4.  | 23. Oktober 1988 | Frankfurt     | Teppich (i) | Jeremy Bates      | Rüdiger Haas Goran Ivanišević   | 6:1, 5:7, 3:6 |
| 5.  | 11. Februar 1990 | Mailand (1)   | Teppich (i) | Udo Riglewski     | Omar Camporese Diego Nargiso    | 4:6, 4:6      |
| 6.  | 19. Februar 1990 | Stuttgart     | Teppich (i) | Michael Mortensen | Guy Forget Jakob Hlasek         | 3:6, 2:6      |
| 7.  | 10. Februar 1991 | Mailand (2)   | Teppich (i) | Cyril Suk         | Omar Camporese Goran Ivanišević | 4:6, 6:7      |
| 8.  | 7. April 1991    | Estoril       | Sand        | Cyril Suk         | Paul Haarhuis Mark Koevermans   | 3:6, 3:6      |
| 9.  | 27. Oktober 1991 | Stockholm     | Teppich (i) | Cyril Suk         | John Fitzgerald Anders Järryd   | 5:7, 2:6      |
| 10. | 18. Oktober 1992 | Bozen         | Teppich (i) | Cyril Suk         | Anders Järryd Bent-Ove Pedersen | 1:6, 7:6, 3:6 |
| 11. | 14. Februar 1993 | Mailand (3)   | Teppich (i) | Cyril Suk         | Mark Kratzmann Wally Masur      | 6:4, 3:6, 4:6 |
| 12. | 7. November 1993 | Paris         | Teppich (i) | Cyril Suk         | Byron Black Jonathan Stark      | 6:4, 5:7, 2:6 |
| 13. | 8. April 1996    | Estoril       | Sand        | Greg Van Emburgh  | Tomás Carbonell Francisco Roig  | 3:6, 2:6      |
| 14. | 18. Januar 1998  | Auckland      | Hartplatz   | Jeff Tarango      | Patrick Galbraith Brett Steven  | 4:6, 2:6      |